# Marcel Rainaud
« Rainaud » redirige ici. Pour les articles homophones, voir Raynaud, Raynault, Reinaud, Reynaud et Reno.
Marcel Rainaud, né le 1er avril 1940 à Talairan et mort le 10 avril 2020 à Béziers, est un homme politique français, membre du Parti socialiste.

## Biographie
Marcel Rainaud est né le 1er avril 1940 à Talairan, petit village des Corbières situé dans le département de l'Aude.
Il est le fils unique de Émile Rainaud (1920-2009) et de Marcelle Rainaud (1918-2008), famille originaire de cette région, son père est viticulteur à Talairan, où il travaille la terre toute sa vie.
Après avoir été scolarisé à Talairan, il poursuit ses études au lycée Henri-IV à Béziers, pour devenir ensuite professeur de mathématiques, jusqu'à sa retraite.
Il s'engage en politique en 1958 en adhérant à la SFIO, il devient conseiller municipal de Talairan, puis est élu maire de cette même commune de 1983 à 2000. Il est élu conseiller général du Canton de Lagrasse en 1988, il est nommé président du Conseil Général de l'Aude en 1998.
D'abord suppléant du député Joseph Vidal de 1988 à 1993, il devient en 1998 suppléant de Raymond Courrière, ancien secrétaire d'état aux rapatriés de 1981 à 1986, réélu sénateur de l'Aude, décédé le 11 août 2006, Marcel Rainaud est donc désigné sénateur le 12 août 2006, et prend ainsi la suite de son mentor. Il est élu le 21 septembre 2008 au premier tour avec 76 % des voix.
Le 12 septembre 2010, Marcel Rainaud (70 ans) déclare à la presse qu'il passe la main, il ne se représente donc pas en mars 2011 à l'élection cantonale de Lagrasse, mandat qu'il détient depuis 1988. Il reste toutefois sénateur de l'Aude avant de déclarer fin 2013 mettre fin à sa carrière politique : il n'est pas candidat lors des élections sénatoriales de 2014.
Il meurt le 10 avril 2020 à l'âge de 80 ans.

## Mandats
- Sénateur de l'Aude de 2006 à 2014
- Président du Conseil général de l'Aude de 1998 à 2011
- Conseiller général du canton de Lagrasse de 1988 à 2011
- Conseiller municipal de Talairan
- Maire de Talairan de 1983 à 2000

## Hommages
- Les Archives départementales de l'Aude, portent son nom depuis 2020[5].

## Distinctions
- Chevalier de la Légion d'honneur (2008)
- Officier de la Légion d'honneur    (2016)[6]
- Chevalier de l'ordre national du Mérite
- Officier de l'ordre des Palmes académiques
- Officier de l'ordre du Mérite agricole